# O Caudillo
O Caudillo es una entidad de población de la aldea y parroquia de Arnuid, del municipio español de Villar de Barrio, en la provincia de Orense, Galicia.

## Demografía
La entidad de población de O Caudillo no consta ni en las bases de datos del INE ni en las del IGE por lo que se desconocen los datos demográficos de la misma.